# Chiesa dei Giacobini

La chiesa dei Giacobini, in francese église des Jacobins, fa parte del complesso appartenuto all'Ordine dei frati predicatori nel centro della città di Tolosa, fra il Campidoglio e la Garonna.
Il soprannome di jacobins fu assegnato ai domenicani francesi per via del loro grande convento di Saint-Jacques (detto de-la-Boucherie) a Parigi, di cui oggi rimane solo la torre campanaria. A quello stesso sito si deve l'intitolazione della più nota associazione rivoluzionaria dei Giacobini.
L'intero complesso conventuale è fabbricato in mattoni ed è considerato un gioiello dell'arte gotica della Linguadoca in materia di edifici monastici dei secoli XIII e XIV.
La chiesa ospita dal 1369 la tomba di san Tommaso d'Aquino, al quale è dedicata.
Nel complesso conventuale inoltre venne istituita nel 1229 l'antica Università di Tolosa, soppressa durante la Rivoluzione francese.
Dal 1840 è considerata Monumento storico di Francia.

## Storia

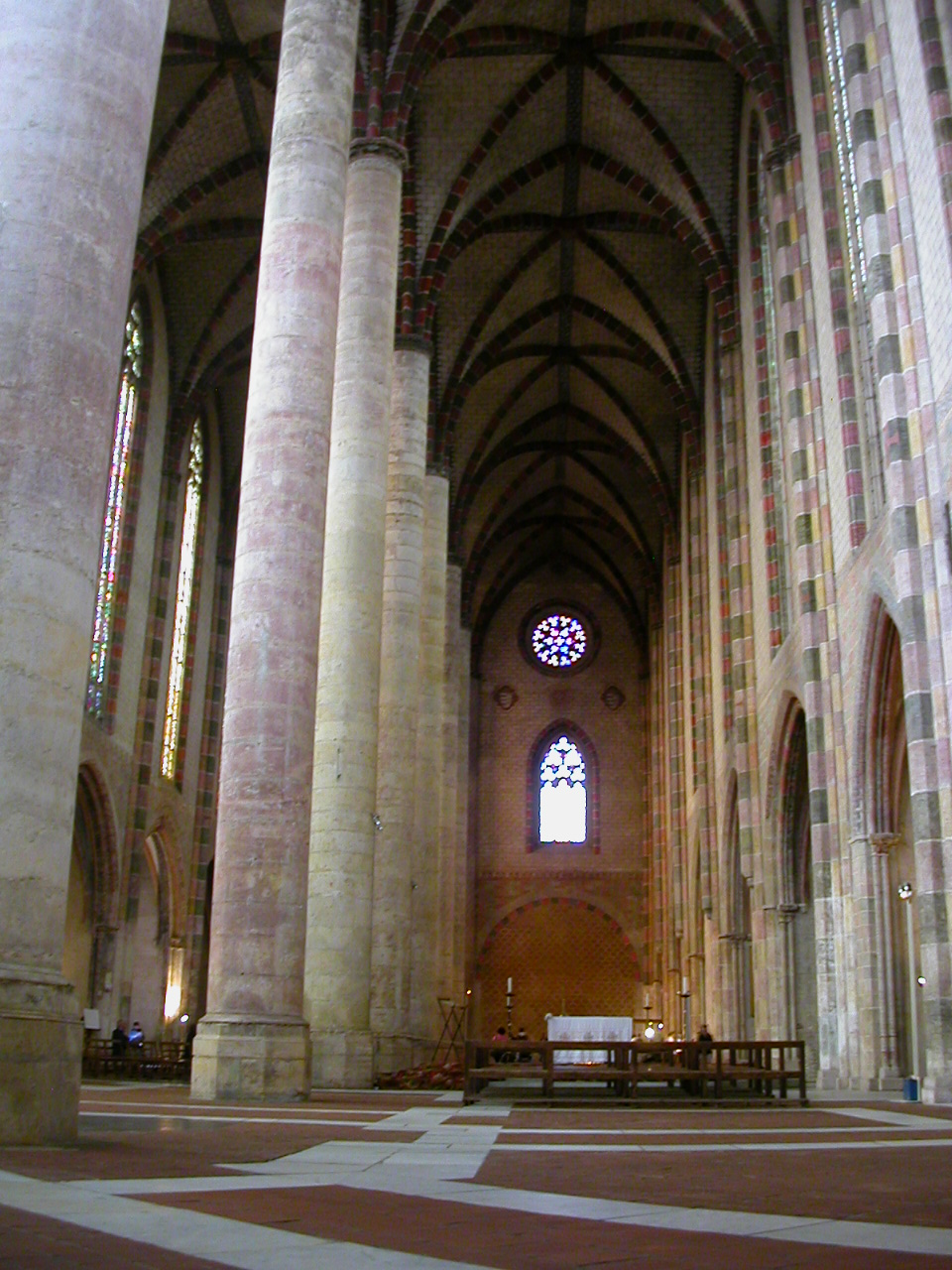
Interno della chiesa.

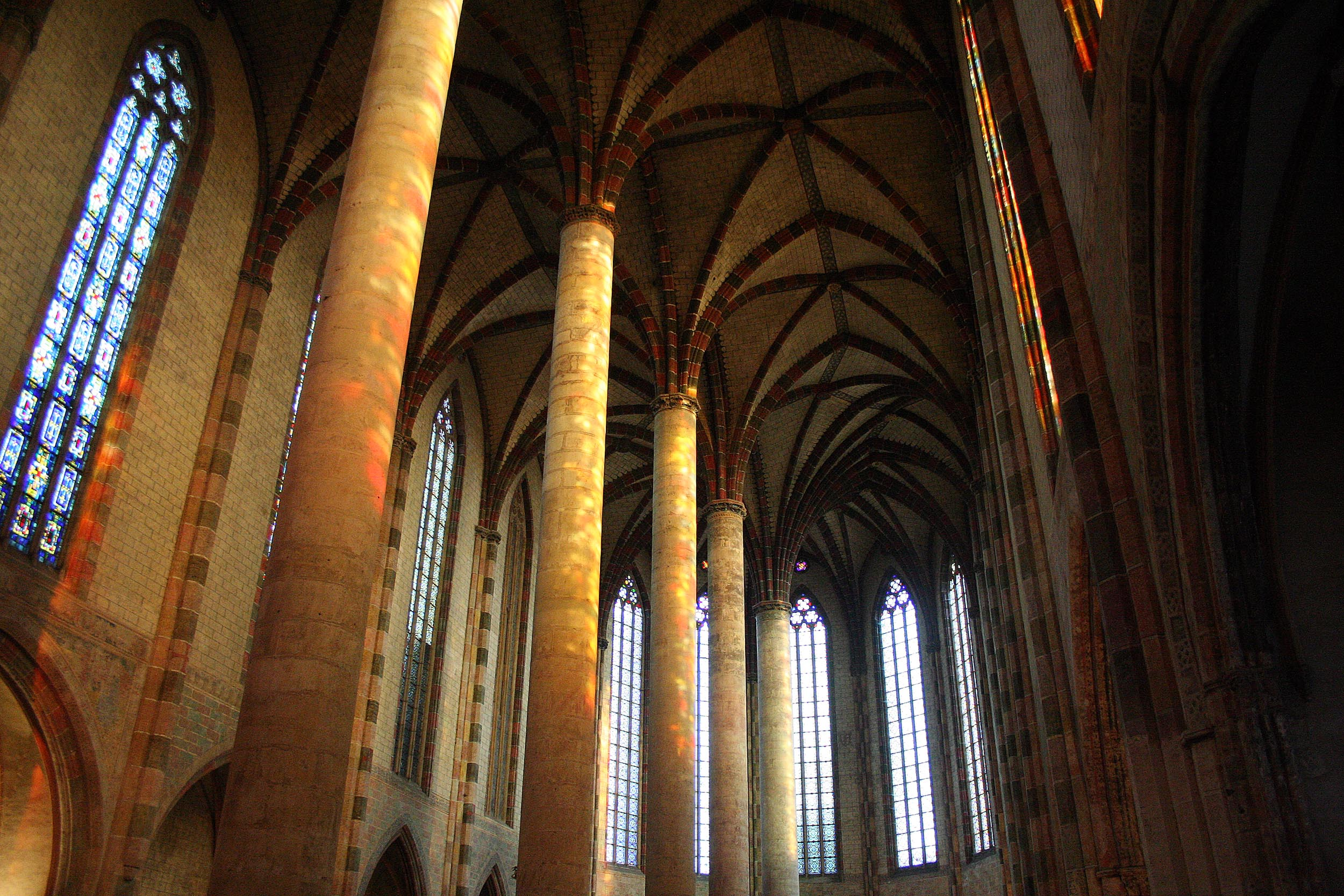
Veduta dell'interno.

Il complesso venne eretto in quattro fasi su terreni acquistati nel 1229 sulla parte settentrionale dell'antico bastione romano, con il denaro donato da un ricco notabile tolosano, Pons de Capdenier.
La prima fase ebbe inizio nel 1230 e consistette nell'erigere una chiesa a pianta rettangolare con muri in laterizio, un'abside piana coperta da un'intelaiatura. La navata era già divisa in due parti da una linea longitudinale costituita da cinque pilastri con basamenti quadrati. Così la parte settentrionale era destinata ai religiosi mentre quella meridionale ai laici che assistevano agli uffici divini.
La seconda fase durò dal 1245 al 1252 e permise di allungare la chiesa verso est e di allestire un nuovo coro con cappelle funerarie. La terza fase fu particolarmente importante, poiché diede alla chiesa un'abside il cui sfondo è costituito da un "palmizio", un pilastro di 22 m, fiancheggiato da una volta stellata ad undici rami, divisi da bisettrici. Non è noto il nome dell'architetto.
La prima messa venne celebrata dall'abate dell'abbazia di San Pietro di Moissac nel 1292.
Il campanile, distrutto durante la rivoluzione, aveva pianta ottagonale e si elevava a 15 m di altezza. Un'ultima fase di costruzione ebbe luogo nel XIV secolo e permise di togliere il contrasto fra il palmizio dell'abside e la navata. La doppia navata fu ricostruita sull'esempio dell'abside grazie ai finanziamenti del cardinale Guillaume Pierre Godin.
Dal 1369 vi si venerano le spoglie di san Tommaso d'Aquino, concesse da papa Urbano V.
Nel 1385 la chiesa venne finalmente terminata e consacrata al nome del santo filosofo domenicano.
Nel 1791, quando i domenicani vennero espulsi dal governo rivoluzionario francese, le spoglie del santo furono traslate nella basilica di Saint-Sernin, ma nel 1974, in occasione del settimo centenario della morte del santo, furono riportate nella chiesa dei Jacobins.
Il convento, abbandonato dai domenicani dopo la loro interdizione da parte del governo rivoluzionario, venne confiscato come bene nazionale ed utilizzato come caserma e magazzino.
Una parte di esso venne assegnata, nel 1810, alla città di Tolosa, continuò ad ospitare un esercito di cavalli ed oltre 5.000 m3 di terra, ivi posti per alzare il livello del suolo. Le cappelle laterali vennero leggermente danneggiate nell'ampliamento del fabbricato; la chiesa divenne un'ampia scuderia mentre la cappella di sant'Antonino un ambulatorio veterinario. Infine il coro venne demolito per tre quarti per facilitare il passaggio dei cavalli. Nel 1865 l'intero complesso fu scambiato con la città di Tolosa in cambio di terreni sui quali vennero erette caserme e l'esercito lasciò il luogo. Il fabbricato fu recuperato per costruirvi il liceo Pierre de Fermat.
Il complesso ha beneficiato di una recente ristrutturazione, iniziata nel 1920 e terminata solo nel 1972. Oggi questa chiesa in laterizio si presenta dall'esterno con un aspetto piuttosto massiccio ma la sua architettura interna rimane molto leggera.

## Descrizione

### La chiesa deiJacobins

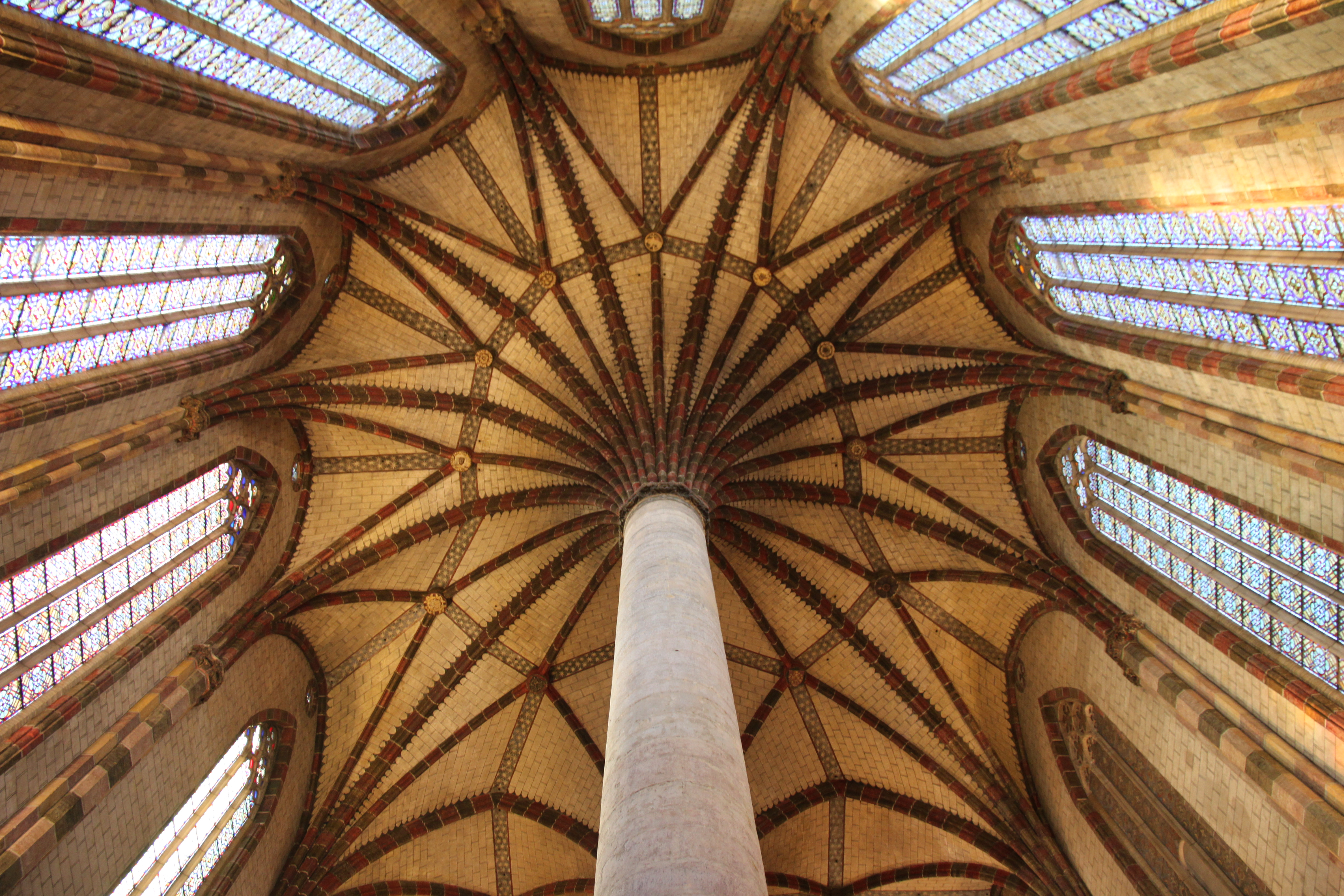
"Palmizio" dei Jacobins.

La chiesa venne considerata come la più bella delle chiese domenicane d'Europa.
Essa misura 80 m di lunghezza e 20 m di larghezza, creando una volumetria interna impressionante. Le colonne sono alte 22 m, un'altezza fra le maggiori dell'architettura gotica. Il "palmizio" è un capolavoro unico al mondo e s'innalza per 28 m.
All'esterno la costruzione ha un'altezza imponente. I muri sono alti e diritti con potenti archi spezzati a strapiombo e con fianchi armati di alti contrafforti ad aggetto. Solo una porta ed alcune gronde ornano la facciata dell'edificio. Ad ovest solo un portale di stile romanico a tutto sesto, risalente al 1234, rompe la severità dell'aspetto della facciata.
L'interno è ricco di decorazioni policrome con croci occitane qua e là. Vetrate ispirate ai rosoni occidentali del XVI secolo sono state realizzate da Max Ingrand nel 1955.

### Il campanile

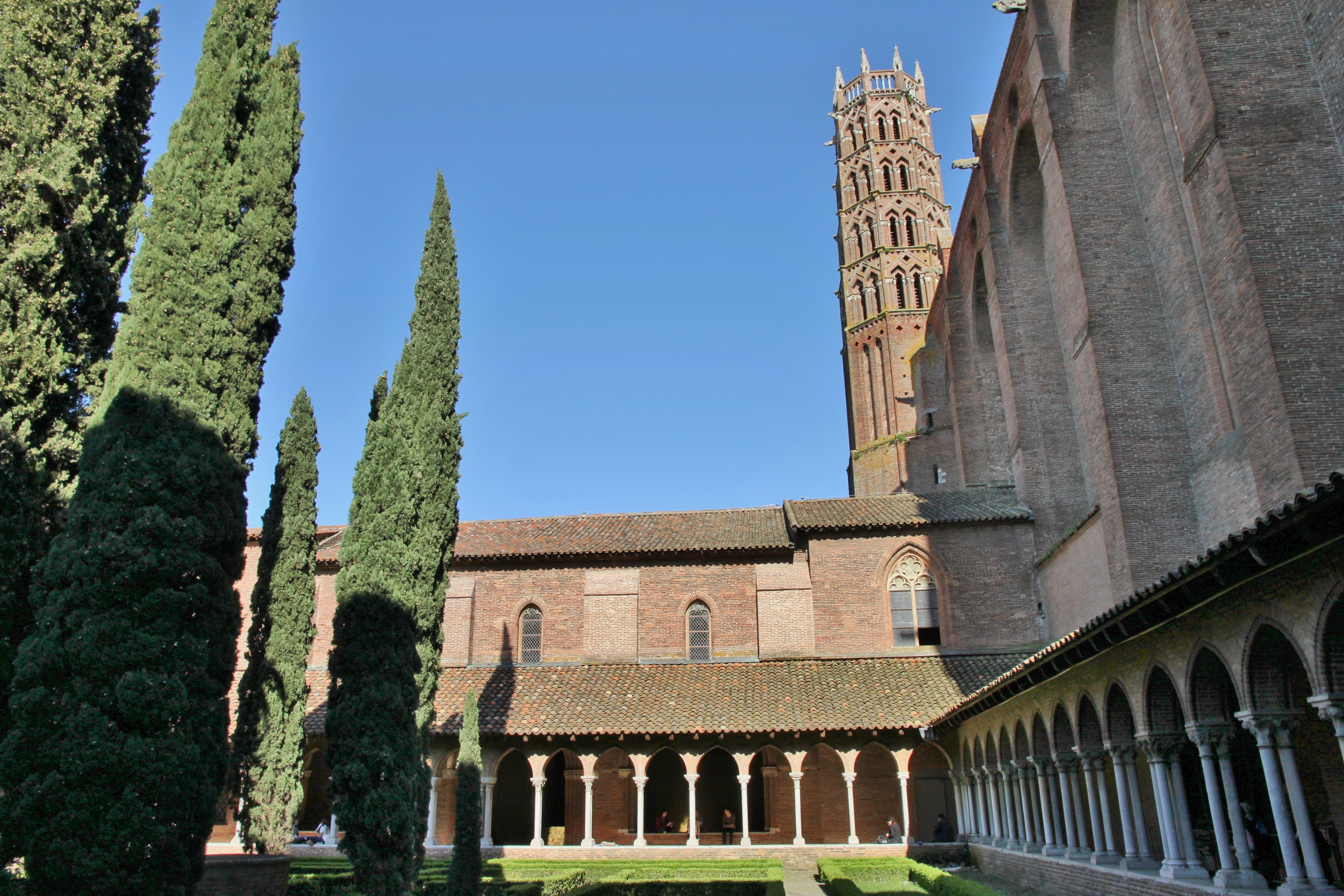
Il campanile e il chiostro del convento.

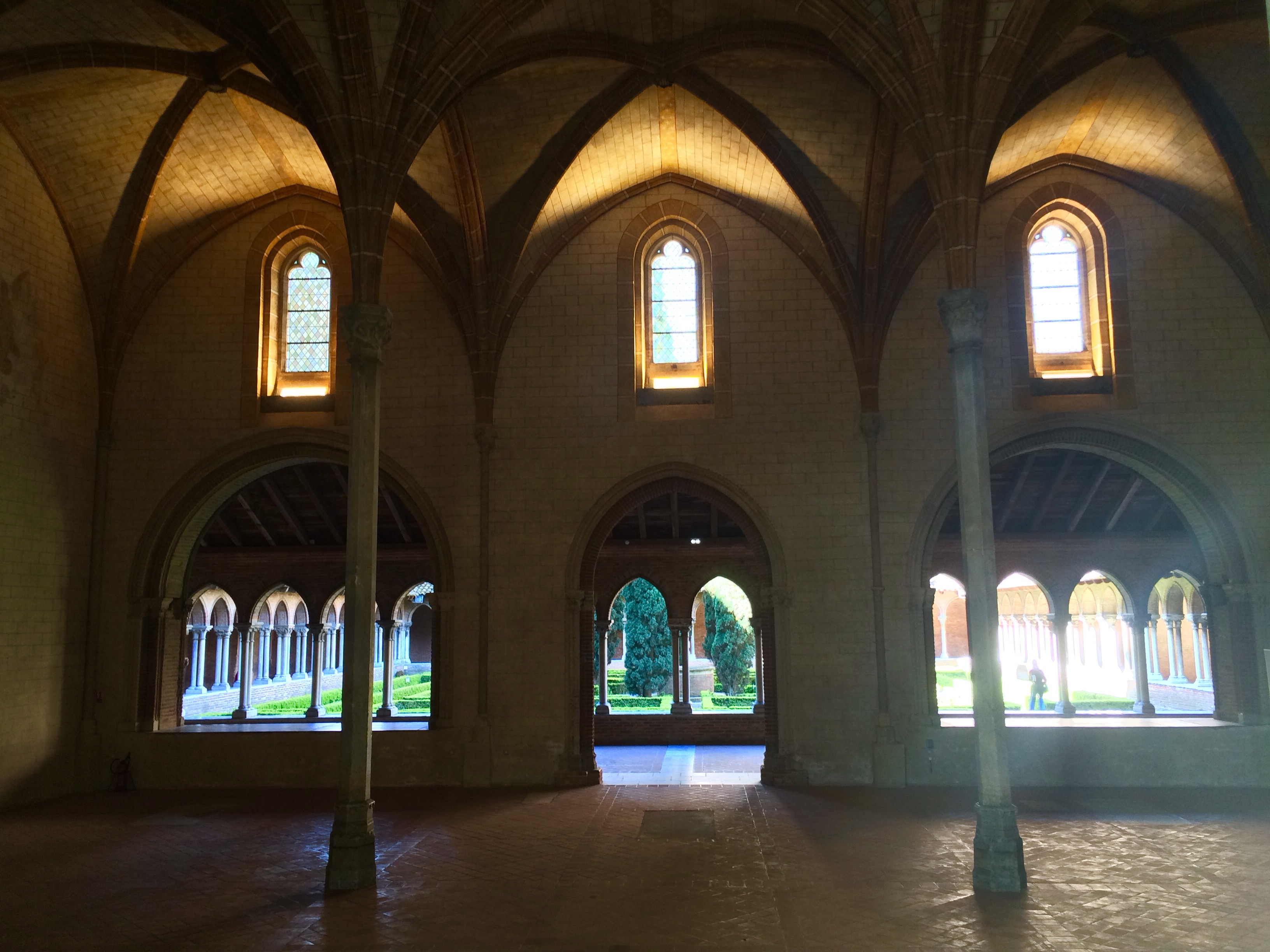
La Sala capitolare.

Il campanile si trova sul fianco settentrionale della chiesa ed è alto 45 m. Fu eretto fra il 1275 e 1298 sul modello di quello della Basilica di Saint-Sernin. Si tratta di un campanile a pianta ottagonale su quattro livelli rientranti, dotati di aperture appaiate sormontate da archi angolari. La sua cuspide originale fu distrutta durante la rivoluzione francese ed oggi il campanile termina con una balconata ottagonale ornata da balaustra i cui spigoli sono ornati da pinnacoli.

### Il chiostro
Il chiostro è formato da quattro gallerie costruite fra il 1306 e il 1309. Le colonne sono in marmo grigio di Saint-Béat ed i capitelli sono ornati con sculture rappresentanti foglie. Esse sostengono una tettoia che poggia su archi in mattoni, a loro volta poggianti sui capitelli.

### La sala capitolare
La sala capitolare data fra il 1299 ed il 1301 ed è sita nella galleria occidentale del chiostro. È una vasta sala la cui volta poggia su fini colonne prismatiche in marmo.

### Il refettorio
Le refettorio è sito nel prolungamento della galleria orientale del chiostro. È costituito anch'esso da una vasta sala con archi a diaframma che sostengono una struttura intonacata. Misura 17 m di altezza ed è uno dei più vasti refettori monastici dell'epoca medievale. Oggi ospita mostre temporanee.

### La cappella di Sant'Antonino
La cappella dedicata a Sant'Antonino di Pamiers si trova tra il refettorio e la sala capitolare. Fu costruita e decorata tra il 1335 e il 1341 a spese di Domenico Grima (o Dominique Grenier), domenicano e vescovo di Pamiers.. È destinata a contenere le spoglie del suo fondatore e le tombe dei canonici.
Il suo decoro a tempera, rappresenta la seconda visione dell' Apocalisse. Vicino alle false finestre a fiori di giglio su sfondo blu si trovano angeli con strumenti vari tra i quali una viola da gamba, una cornamusa, un'arpa, un organo positivo, un doppio bordone ed un salterio. Sulle mura si vedono dipinte scene della vita di Sant'Antonino al quale è dedicata la Cattedrale di Pamiers.

## Il Mausoleo scomparso di San Tommaso d'Aquino

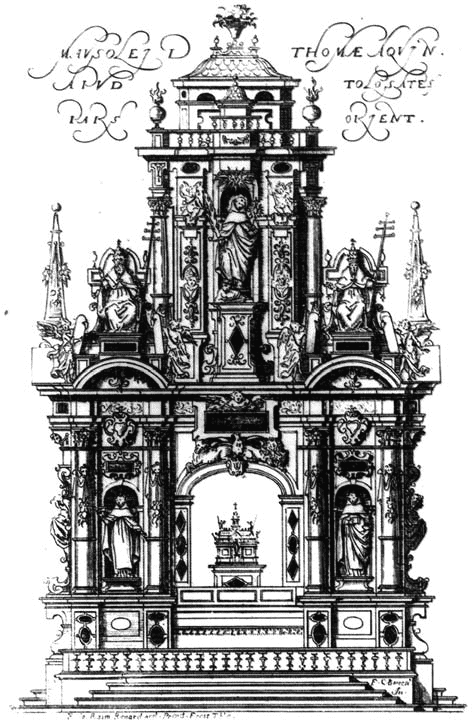
Incisione del mausoleo di san Tommaso d'Aquino del XVII secolo.

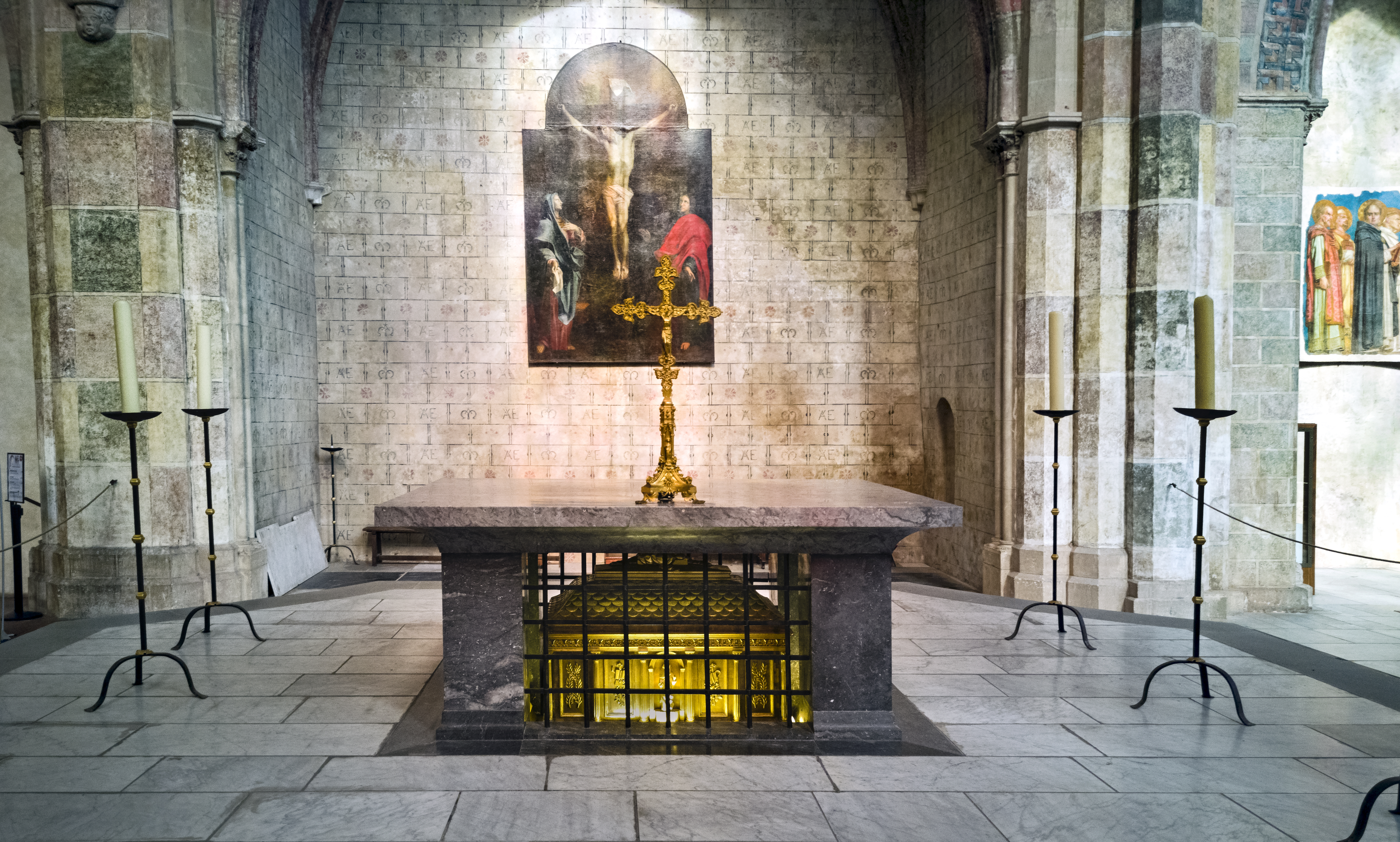
Cassa contenente i resti di Tommaso d'Aquino nella chiesa dei Jacobins, ai nostri giorni

Nella prima metà del XVII secolo, un periodo segnato dalla Controriforma, venne edificato il Mausoleo di San Tommaso d'Aquino, un'opera che andò distrutta durante la rivoluzione francese e della quale ci rimangono solo delle incisioni che ci consentono di vederne la fattura.
Esso era costruito in pietra, rivestito di marmi policromi e di legno dorato, ornato da colonne, da obelischi e da numerose statue. Costruito sull'impiantito di un'antica tomba gotica, poggiava su un podio rettangolare di 4,86 m per 9,72 m ed era alto fino a 19,44 m. Queste dimensioni, volute in progressione geometrica, evidenziavano l'elevazione del mausoleo, che occupava un posto importante nella chiesa. Posto sulla quinta campata della navata nord, della quale occupava praticamente tutta la larghezza e ne chiudeva la vista, esso assicurava la chiusura del coro dei religiosi con una pala che sovrastava l'altar maggiore consacrato alla Vergine. Dalla parte opposta, la facciata orientale del monumento, accessibile ai fedeli, offriva un aspetto simile, salvo che per l'iconografia, poiché l'altare era dedicato a san Tommaso d'Aquino.
Quando il monumento finito venne scoperto nel giugno 1628, i contemporanei rimasero stupefatti per le sue imponenti dimensioni, la ricchezza dei suoi materiali e l'ingegnosità del suo progetto.
Dopo la caduta dell' Ancien Régime e l'espulsione dei domenicani, il mausoleo venne fatto a pezzi. Se le sue colonne marmoree poterono essere salvate e reimpiegate nella chiesa dei certosini, nella tribuna dell'organo proveniente dal convento, le statue ed i dipinti di Nicolas Tournier sono scomparsi.

## Personalità inumate nella chiesa conventuale
- San Tommaso d'Aquino (†1274), teologo e filosofo
- Guillaume Pierre Godin (†1336), cardinale
- Louis François de Monteynard († 1791), marchese, generale e ministro di Luigi XV